# داماد ملك محمد باشا
داماد ملك محمد باشا (بالتركية: Melek Mehmed Paşa)‏ كان الصدر الأعظم للدولة العثمانية في الفترة ما بين 4 مايو 1792 حتى 21 أكتوبر 1794. تولى منصب قبطان باشا البحرية العثمانية (أدميرال). تُوفي في 1802 بمدينة إسطنبول.

## أنظر أيضا
- قائمة قباطين البحر العثمانيين.
- قائمة الصدور العظام للدولة العثمانية.